# 並殖屬
並殖屬是扁形动物门吸蟲綱複殖亞綱斜睪目住胞科的一個屬。本屬物種多達數十個，而且部分物種之下還有亞種，彼此間要分辨也不容易，而當中有多少屬於同種異名也說不清。
在眾多物種當中，較為知名的物種是多種並殖屬肺吸蟲。部分物種是一些人畜共通傳染病的病原體，例如：肺吸蟲病。本屬物種的第一中間宿主包括有至少54個物種的淡水螺，都屬於蟹守螺總科或麂眼螺總科的。
在人類醫學中最突出的物種是衛氏肺吸蟲（Paragonimus westermani），一種源自東亞的感染性肺吸蟲。現時本屬物種在全世界，已知約9個物種能引起肺吸蟲病。這些物種存在於東亞、西非、北美洲和南美洲。

## 形態學

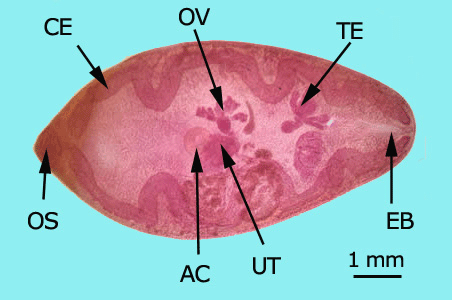
一般肺吸蟲的形態學：
AC：腹吸盤
CE: cecum, EB：膀胱
OS：口吸盤，OV：卵巢
TE：睪丸，UT：子宮

本屬物種的大小差異頗大，成蟲可達15（0.59英寸）長、8（0.31英寸）寬。成蟲的體型呈卵形，有刺覆蓋厚厚的皮層。蟲體前端腹面有口吸盤（oral sucker），腹面中部有腹吸盤（acetabulum），兩者大小相似，而且皆為圓形、由肌肉組成。腹吸盤比口吸盤稍大，分別約 0.19 mm 至0.12 mm或直徑0.75～0.9mm。 
卵巢位於腹吸盤後方，而在卵巢之後就是睪丸（或精巢）。
受精囊（seminal receptacle）、子宮及其中間部分，是一層厚壁終末部分，腹吸盤和卵巢之間。

## 生命週期
寄生蟲一般會經歷過兩重中間宿主階段，分別寄生於水生腹足綱物種及甲殼類動物。當作為終極宿主的哺乳類動物進食了受感染的甲殼類動物，就會受感染。典型的終極宿主有家犬、家貓及人類。人類感染一般是因為進食了未經煮熟淡水螃蟹或螯蝦，而這些水產都感染了寄生蟲的囊蚴（metacercariae，即「囊狀幼蟲」），從而將囊蚴吃進體內。在人類的腸道，囊蚴移行至腹部，再鑽入肺部。到了肺部，囊蚴開始包囊及互相受精。當囊包在肺內破開，蟲卵會透過被患者從肺部咳出來，又或再度被吞食，然後隨着排泄物排出體外。當蟲卵再度回到水裡，就會孵化成為纖毛幼蟲（miracidium）。成功孵化的纖毛幼蟲會在水中游泳，直至找到中間宿主為止，一般都是淡水螺。而當這種被感染了的淡水螺被甲殼動物食用，就會轉而感染了這隻甲殼動物。而當這隻受感染的甲殼動物再被終極宿主食用，就完成了這個生命週期。

## 流行病學
現時全世界感染了肺吸蟲病的病人約略估算逹二千萬人。當中，患者主要是生活於人類與多種並殖屬物種的中間宿主或終極宿主混居的地區。這些中間宿主或終極宿主包括有蝸牛、螺、螃蟹、螯蝦等物種，當這些生物未有完全煮熟而被進食，又或被生吃時，肺吸蟲就可以透過食物進入患者的腸道，進而進入其循環系統。此外，其他會食用這些蝸牛、螺、螃蟹、螯蝦等物種，例如野豬、貓科、犬科及靈貓科等終極宿主，當食用這些動物未有徹底煮熟的肉時，亦可將吸蟲吃進體內，造成感染。

## 防治
只要將受感染的甲殼類動物徹底煮熟，就可將各個生命階段的寄生蟲殺死。蟹肉不應該生吃，即使用酒或醋之類的調味道醃過，因為醃製無法將所有寄生蟲殺死。砧板及烹煮甲殼類物種的煮食器材無論是使用前及使用後均須徹底清潔乾淨。

## 分類
並殖屬原來狸殖屬共組並殖科，現時貍殖屬合併到並殖屬，而並殖屬改屬住胞科。

### 物種
並殖屬在NCBI包括下列各物種：
- Paragonimus africanus
- 扁囊并殖吸虫 Paragonimus asymmetricus Chen,1977
- 曼谷狸殖吸虫 Paragonimus bangkokensis (Miyazaki et al., 1967) Chen, 1977[8]
- Paragonimus caliensis
- 歧囊并殖吸虫 Paragonimus divergens Liu et al., 1980
- 福建并殖吸虫 Paragonimus fukienensis Tang et Tang,1962
- Paragonimus harinasutai
- 異口並殖吸蟲 Paragonimus heterotremus
- Paragonimus hokuoensis
- 会同并殖吸虫 Paaragonimus hueitungensis (Chung et al., 1975)[9]
- 怡乐村并殖吸虫 Paragonimus iloktsuenensis Chen,1940
- Paragonimus kellicotti
- 巨睾狸殖吸虫 Paragonimus macrorchis (Chen,1962) Chen,1964
- 勐腊并殖吸虫 Paragonimus menglaensis (Chung, Ho, Cheng & T'sao et al., 1964)[10]
- 墨西哥并殖吸虫 Paragonimus mexicanus
- 小睾並殖吸蟲 Paragonimus microrchis (Hsia,Chou & Chang, 1978)
- Paragonimus miyazakii
- 大平并殖吸虫 Paragonimus ohirai Miyazaki,1939
- 白水河并殖吸虫 Paragonimus paishuihoensis T'sao & Chung, 1965
- 丰宫狸殖吸虫 Pagumogonimus proliferus (Hsia & Chen,1964) Chen, 1965
- 异盘并殖吸虫 Paragonimus pseudoheterotremus Chen & Hsia, 1964
- 佐渡並殖吸蟲 Paragonimus sadoensis
- 𨗴羅並殖吸蟲 Paragonimus siamensis
- 斯氏狸殖吸虫 Pagumogonimus skrjabini (Chen,1959) Chen, 1963[3][11]：又名斯氏狸殖吸虫
  - Paragonimus skrjabini skrjabini
- 四川并殖吸虫 Paragonimus szechuanensis (Chung et T'sao, 1962)[12]
  - 卫氏并殖吸虫四川亚种（Paragonimus westermani subsp szechuanensis），Chung et T'sao, 1962）[13]
- 团山并殖吸虫 Paragonimus tuanshanensis Chung, Ho, Cheng & T'sao, 1964
- Paragonimus uterobilateralis
- 泡囊狸殖吸虫 Pagumogonimus veocularis Chen & Li, 1979
- 越南並殖吸蟲（Paragonimus vietnamensis）[14]
- 衛氏肺吸蟲 Paragonimus westermani (Kerbert,1878) Braun,1899
  - 卫氏并殖吸虫伊春亚种（Paragonimus westermani ichunensis Chung, Hsa & Kao, 1978年）[15]
- Paragonimus xiangshanensis
- 雲南並殖吸蟲 Paragonimus yunnanensis Ho, Chung et al.,1959[16]
- Paragonimus pulmonalis
- Paragonimus peruvianus